# Krisztián Németh
Krisztián Németh (ˈkɾistiaːn ˈneːmɛt; Győr, 5 gennaio 1989) è un calciatore ungherese, attaccante dell'MTK Budapest.

## Caratteristiche tecniche
Nonostante sia utilizzato soprattutto come attaccante, spesso gioca più lontano dalla porta, dove provvede a recuperare palloni e servire il suo vero marchio di fabbrica: i passaggi in profondità. Si può dire, quindi, che sia più una mezzapunta con l'indole da trequartista che un centravanti bomber.

## Carriera

### Club
Nato a Győr, Németh ha cominciato e giocare a calcio nel club della sua città, il Győri ETO F.C., giocando nelle giovanili dal 2003 al 2005.

#### MTK Budapest
Nel 2005 ha firmato per l'MTK Budapest, segnando 18 volte in 37 partite, e contribuendo in maniera importante alla corsa al titolo persa per poco dalla sua squadra nella stagione 2006-07.

#### Liverpool
Alla fine della stagione ha firmato un contratto triennale con il Liverpool insieme al compagno András Simon. Il club ha dichiarato di aver visto in lui un grande talento ed un grande a brillante futuro nel Merseyside. 
Németh ha segnato una doppietta nel suo debutto con la squadra-riserve del Liverpool il 27 novembre 2007 contro il Manchester City. Una settimana dopo ha segnato un'altra doppietta alle riserve dell'Everton. Ha segnato poi il quinto gol in tre partite contro le riserve del Middlesbrough, proiettando il Liverpool in testa alla classifica del campionato riserve. In un'altra partita, con un gran pallonetto, ha permesso al Liverpool di battere le riserve del Sunderland e di guadagnare 5 punti di vantaggio sulla seconda in classifica.
Nell'aprile 2008, Németh ha segnato l'unico gol dell'1-0 alle riserve del Blackburn che ha consegnato al Liverpool il campionato delle riserve. Il 7 maggio ha aperto il 3-0 alle riserve dell'Aston Villa che ha sigillato il titolo appena conquistato. Grazie alle sue mirabolanti prestazioni è stato nominato capocannoniere del campionato riserve nella stagione 2007-08; per la stessa stagione è stato anche votato Miglior Giocatore Riserva dai tifosi del Liverpool.
Il 30 luglio Németh è subentrato nel secondo tempo in un'amichevole precampionato contro il Villareal, prima partita con la prima squadra dei Reds: sfiorando la traversa, stava per dare il vantaggio alla sua squadra. Il 2 agosto ha giocato allo stesso modo (entrando nel secondo tempo) in un'altra amichevole contro i Rangers. Al 58' un suo tiro-cross ha creato l'occasione perfetta per il tap-in del compagno Yossi Benayoun, mentre al 70' si è procurato il rigore trasformato poi da Xabi Alonso.
Lo stesso 2 agosto il c.t. ungherese Erwin Koeman ha sollecitato il giocatore ad andare a giocare in prestito in Championship per fare più esperienza e giocare con più continuità. Németh ha poi rifiutato l'offerta del Leeds, club di League One, affermando di voler rimanere nella prima squadra e nei piani del coach Rafa Benitez.
Se prima, in quanto membro della squadra riserve, non aveva un numero ufficiale in prima squadra, per la nuova stagione gli è stato dato il numero 29, accogliendolo ufficialmente nel team principale.
Il 26 gennaio 2009, però, ha firmato un contratto mensile con il Blackpool, trasferendosi in prestito al club di Championship. Il giorno dopo ha esordito con i Seasiders contro il Queens Park Rangers, entrando al 59º minuto e servendo in maniera eccepibile ma vana il compagno David Fox. Dopo la sconfitta finale per 0-3, si è anche scoperto che, appena 1 minuto dopo l'ingresso in campo di Németh, questi si era fratturato l'osso della guancia urtando violentemente un difensore avversario.
Rientrato a Liverpool, non giocò per il resto della stagione, osservando dalla panchina le amichevoli precampionato contro il San Gallo, il Rapid Vienna e la Thailandia, segnando una doppietta al Singapore.

#### AEK Atene
Prima dell'inizio ufficiale della nuova stagione (2009-10), Németh decide di lasciare temporaneamente Liverpool per fare esperienza, e il 25 agosto viene annunciato il suo prestito annuale all'AEK Atene di Atene. Il primo impatto è stato molto positivo, caricandolo per le sfide future; ha poi dichiarato: "Sono arrivato in un grande club e in una grande città." e "Spero di vincere il campionato".
Il 30 agosto ha debuttato ufficialmente entrando all'inizio del secondo tempo contro l'Atromitos. Dopo una gran corsa serve un assist d'oro per Ismael Blanco, che segna l'unico gol del match. Il suo essere pericolo costante per la retroguardia avversaria, viene nominato Miglior Giocatore della Settimana dalla Souper Ligka Ellada.
Il 20 settembre segna il suo primo gol per l'AEK, nell'1-1 contro il PAS Giannina. Tre giorni dopo segna nel 1-2 inflitto agli eterni rivali dell'Olympiakos.
Dopo essere ritornato dai Mondiali Under-20, ha giocato ogni partita prima della pausa internazionale, fra cui va notato un 3-1 al Larissa il 9 novembre, dove ha segnato un gol di testa dopo essere entrato nel 2º tempo.
Nella seconda metà della stagione, Németh ha stentato giocando di meno a causa di un infortunio alla caviglia rimediato durante i suoi impegni nazionali. Ciò lo ha tenuto lontano dai campi da gioco fino alle gare finali, nelle quali ha giocato soprattutto da subentrante. Nella partita finale della stagione contro l'Asteras Tripolis ha servito entrambi gli assist per la vittoria per 2-0, che ha assicurato ai Giallo-Neri l'ingresso nei play-off come terza classificata. Il secondo posto stagionale dell'AEK è anche merito di Németh, il cui contributo non è stato tanto in gol quanto in assist.

#### Olympiakos
Il 19 agosto 2010 passa all'Olympiakos per 1,2 milioni di euro. Nel contratto è inoltre inserita una clausa secondo la quale al Liverpool spetta il 25% di qualsiasi futura vendita.

#### Ritorno all'MTK Budapest e Paesi Bassi
Dopo un solo gol segnato in 16 presenze, nell'estate 2011 ritorna al MTK Budapest. Segna il suo primo gol alla sua unica presenza, poiché nel gennaio 2012 passa in Paesi Bassi al RKC Waalwijk.
Segna il suo primo gol il 24 febbraio nella vittoria per 1-0 contro il Vitesse Arnhem.
Conclude la stagione con 17 presenze e 4 gol.

In estate passa al Roda JC debuttando l'11 agosto nel 1-1 contro il PEC Zwolle. Segna il suo primo gol con la nuova maglia il 31 agosto nel 3-0 contro il Willem II. Conclude la sua seconda stagione nei Paesi Bassi con 23 presenze e 3 gol.

#### Ritorno a Kansas City
Il 7 agosto 2018 fa ritorno allo Sporting Kansas City.

### Nazionale

#### Nazionali giovanili
Németh era membro della squadra ungherese under-17 che ha conquistato la partecipazione agli europei di categoria del 2006, in Lussemburgo. Una sua grande prestazione contro la Svezia il 30 marzo ha garantito, dopo il 4-0, l'ingresso dell'Ungheria nelle fasi finali. Arrivati però al campionato l'Ungheria è stata eliminata nella fase a gironi, nonostante due gol di Németh.
Nel maggio 2008 un suo gol contro il Portogallo ha portato la sua nazionale agli Europei di categoria del 2008. Prima del loro inizio, però, è stato convocato in prima squadra per un 1-1 contro la Croazia, sedendo in panchina per tutto il match. Il 14 luglio, al 10' del primo tempo, segna il primo gol dell'Europeo nella vittoria per 1-0 contro la Bulgaria, e gioca anche nella successiva partita contro la Spagna il 17 luglio, che garantisce ai magiari il passaggio del turno, e nella semifinale persa 1-0 contro l'Italia.
Segna poi 7 gol in un mini-torneo Under-19 a Cipro.
Nel settembre 2009 è stato chiamato nella nazionale Under-20 per il Mondiale Under-20. Ha giocato in due delle tre partite della fase a gironi, segnando nell'ultima sfida contro gli Emirati Arabi Uniti insieme a Vladimir Koman e garantendo all'Ungheria il passaggio del turno come prima squadra classificata nel girone F. Dopo aver sbagliato un rigore negli ottavi contro la Repubblica Ceca, il 9 ottobre ha offerto una brillante prestazione contro l'Italia. Dopo l'1-1 dei tempi regolamentari, al 112' segna il 2-1, ma gli avversari pareggiano ancora dopo appena 1'. A 3' dai calci di rigore, raccoglie un lancio perfetto di Koman ed insacca la rete del definitivo 3-2, che proietta la nazionale ungherese in semifinale. Nel match viene sostituito a metà partita, e la nazionale perde 3-2 contro gli africani del Ghana. Nella finale per il terzo e quarto posto contro la Costa Rica, sotto per 1-0, al 90' si guadagna un calcio di rigore trasformato dal compagno Koman. Ai rigori, poi, fa il suo dovere regalando ai magiari il 3º posto.
Il 13 novembre 2009 segna il suo primo gol con la maglia dell'Under-21 nelle qualificazioni per l'europeo under-21 del 2011 in Danimarca. Nella città natale di Győr, infatti, segna il primo dei 2 gol all'Italia nel 2-0 finale.

#### Nazionale maggiore
Il 14 maggio, Németh è stato convocato per le amichevoli contro Germania e Paesi Bassi. Il debutto internazionale con l'Ungheria è 15 giorni dopo la convocazione, il 29 maggio, quando entra al 61º della sfida contro la Germania.
Viene convocato per gli Europei 2016 in Francia.

## Statistiche

### Presenze e reti nei club
Statistiche aggiornate al 5 giugno 2016.
| Stagione                    | Squadra                     | Campionato                  | Campionato | Campionato | Coppe nazionali | Coppe nazionali | Coppe nazionali | Coppe continentali | Coppe continentali | Coppe continentali | Altre coppe | Altre coppe | Altre coppe | Totale | Totale |
| Stagione                    | Squadra                     | Comp                        | Pres       | Reti       | Comp            | Pres            | Reti            | Comp               | Pres               | Reti               | Comp        | Pres        | Reti        | Pres   | Reti   |
| --------------------------- | --------------------------- | --------------------------- | ---------- | ---------- | --------------- | --------------- | --------------- | ------------------ | ------------------ | ------------------ | ----------- | ----------- | ----------- | ------ | ------ |
| 2005-2006                   | MTK Budapest                | NBI                         | 12         | 2          | MK              | 0               | 0               | -                  | -                  | -                  | -           | -           | -           | 12     | 2      |
| 2006-2007                   | MTK Budapest                | NBI                         | 25         | 12         | MK              | 2               | 1               | -                  | -                  | -                  | -           | -           | -           | 27     | 13     |
| 2007-2008                   | Liverpool                   | PL                          | 0          | 0          | FACup+CdL       | -               | -               | UCL                | -                  | -                  | -           | -           | -           | 0      | 0      |
| 2008-gen. 2009              | Liverpool                   | PL                          | 0          | 0          | FACup+CdL       | -               | -               | UCL                | -                  | -                  | -           | -           | -           | 0      | 0      |
| gen.-feb. 2009              | Blackpool                   | FLC                         | 1          | 0          | FACup+CdL       | -               | -               | -                  | -                  | -                  | -           | -           | -           | 1      | 0      |
| feb.-giu. 2009              | Liverpool                   | PL                          | 0          | 0          | FACup+CdL       | -               | -               | UCL                | -                  | -                  | -           | -           | -           | 0      | 0      |
| Totale Liverpool            | Totale Liverpool            | Totale Liverpool            | 0          | 0          |                 | -               | -               |                    | -                  | -                  |             | -           | -           | 0      | 0      |
| 2009-2010                   | AEK Atene                   | SLE                         | 12+5       | 3          | CG              | 0               | 0               | UEL                | 2                  | 0                  | -           | -           | -           | 19     | 3      |
| 2010-gen. 2011              | Olympiacos                  | SL                          | 3          | 0          | CG              | 1               | 0               | UEL                | 0                  | 0                  |             | -           | -           | 4      | 0      |
| gen.-giu. 2011              | Olympiakos Volos            | SL                          | 6+4        | 1          | CG              | 3               | 0               | -                  | -                  | -                  | -           | -           | -           | 13     | 1      |
| lug.-dic. 2011              | MTK Budapest                | NBII                        | 1          | 1          | MK+MLK          | 2+0             | 1+0             | -                  | -                  | -                  | -           | -           | -           | 3      | 2      |
| Totale MTK Budapest         | Totale MTK Budapest         | Totale MTK Budapest         | 38         | 15         |                 | 4               | 2               |                    | -                  | -                  |             | -           | -           | 42     | 17     |
| dic. 2011-2012              | RKC Waalwijk                | ED                          | 14+3       | 3+1        | CO              | 1               | 0               | -                  | -                  | -                  | -           | -           | -           | 18     | 4      |
| 2012-2013                   | Roda JC                     | E                           | 21+4       | 2          | CO              | 1               | 0               | -                  | -                  | -                  | -           | -           | -           | 26     | 2      |
| 2013-2014                   | Roda JC                     | E                           | 24         | 8          | CO              | 2               | 0               | -                  | -                  | -                  | -           | -           | -           | 26     | 8      |
| Totale Roda JC              | Totale Roda JC              | Totale Roda JC              | 45+4       | 10         |                 | 3               | 0               |                    | -                  | -                  |             | -           | -           | 52     | 10     |
| 2015                        | Sporting K.C.               | MLS                         | 28+1       | 10+1       | USOC            | 4               | 5               | -                  | -                  | -                  | -           | -           | -           | 33     | 16     |
| gen.-giu 2016               | Al-Gharafa                  | QSL                         | 10         | 7          | EQC             | -               | -               | -                  | -                  | -                  | -           | -           | -           | 10     | 7      |
| 2016-2017                   | Al-Gharafa                  | QSL                         | 16         | 6          | EQC             | 0               | 0               | -                  | -                  | -                  | -           | -           | -           | 16     | 6      |
| Totale Al-Gharafa           | Totale Al-Gharafa           | Totale Al-Gharafa           | 26         | 13         |                 | 0               | 0               |                    | -                  | -                  |             | -           | -           | 26     | 13     |
| 2017                        | N.E. Revolution             | MLS                         | 6          | 1          | UScup           | -               | -               | -                  | -                  | -                  | -           | -           | -           | 6      | 1      |
| 2018                        | N.E. Revolution             | MLS                         | 15         | 0          | UScup           | -               | -               | -                  | -                  | -                  | -           | -           | -           | 15     | 0      |
| Totale N.E. Revolution      | Totale N.E. Revolution      | Totale N.E. Revolution      | 21         | 1          |                 | 0               | 0               |                    | -                  | -                  |             | -           | -           | 21     | 1      |
| 2018                        | Sporting K.C.               | MLS                         | 9+1        | 1+0        | USOC            | -               | -               | -                  | -                  | -                  | -           | -           | -           | 10     | 1      |
| 2019                        | Sporting K.C.               | MLS                         | 2          | 1          | USOC            | -               | -               | CCL                | 3                  | 4                  | -           | -           | -           | 5      | 5      |
| Totale Sporting Kansas City | Totale Sporting Kansas City | Totale Sporting Kansas City | 41         | 13         |                 | 4               | 5               |                    | 3                  | 4                  |             | -           | -           | 48     | 22     |
| Totale carriera             | Totale carriera             | Totale carriera             | 170+17     | 56         |                 | 16              | 7               |                    | 5                  | 4                  |             | -           | -           | 208    | 67     |

### Cronologia presenze e reti in nazionale
| Cronologia completa delle presenze e delle reti in nazionale ― Ungheria | Cronologia completa delle presenze e delle reti in nazionale ― Ungheria | Cronologia completa delle presenze e delle reti in nazionale ― Ungheria | Cronologia completa delle presenze e delle reti in nazionale ― Ungheria | Cronologia completa delle presenze e delle reti in nazionale ― Ungheria | Cronologia completa delle presenze e delle reti in nazionale ― Ungheria | Cronologia completa delle presenze e delle reti in nazionale ― Ungheria | Cronologia completa delle presenze e delle reti in nazionale ― Ungheria |
| Data                                                                    | Città                                                                   | In casa                                                                 | Risultato                                                               | Ospiti                                                                  | Competizione                                                            | Reti                                                                    | Note                                                                    |
| ----------------------------------------------------------------------- | ----------------------------------------------------------------------- | ----------------------------------------------------------------------- | ----------------------------------------------------------------------- | ----------------------------------------------------------------------- | ----------------------------------------------------------------------- | ----------------------------------------------------------------------- | ----------------------------------------------------------------------- |
| 29-5-2010                                                               | Budapest                                                                | Ungheria                                                                | 0 – 3                                                                   | Germania                                                                | Amichevole                                                              | -                                                                       | 61’                                                                     |
| 3-6-2011                                                                | Lussemburgo                                                             | Lussemburgo                                                             | 0 – 1                                                                   | Ungheria                                                                | Amichevole                                                              | -                                                                       | 46’                                                                     |
| 7-6-2011                                                                | Serravalle                                                              | San Marino                                                              | 0 – 3                                                                   | Ungheria                                                                | Qual. Euro 2012                                                         | -                                                                       |                                                                         |
| 11-11-2011                                                              | Budapest                                                                | Ungheria                                                                | 5 – 0                                                                   | Liechtenstein                                                           | Amichevole                                                              | -                                                                       | 46’                                                                     |
| 29-2-2012                                                               | Győr                                                                    | Ungheria                                                                | 1 – 1                                                                   | Bulgaria                                                                | Amichevole                                                              | -                                                                       | 46’                                                                     |
| 1-6-2012                                                                | Praga                                                                   | Rep. Ceca                                                               | 1 – 2                                                                   | Ungheria                                                                | Amichevole                                                              | -                                                                       | 90’                                                                     |
| 4-6-2012                                                                | Budapest                                                                | Ungheria                                                                | 0 – 0                                                                   | Irlanda                                                                 | Amichevole                                                              | -                                                                       | 78’                                                                     |
| 15-8-2012                                                               | Budapest                                                                | Ungheria                                                                | 1 – 1                                                                   | Israele                                                                 | Amichevole                                                              | -                                                                       | 46’                                                                     |
| 7-9-2012                                                                | Andorra La Vella                                                        | Andorra                                                                 | 0 – 5                                                                   | Ungheria                                                                | Qual. Mondiali 2014                                                     | -                                                                       | 82’                                                                     |
| 11-9-2012                                                               | Budapest                                                                | Ungheria                                                                | 1 – 4                                                                   | Paesi Bassi                                                             | Qual. Mondiali 2014                                                     | -                                                                       | 80’                                                                     |
| 14-11-2012                                                              | Budapest                                                                | Ungheria                                                                | 0 – 2                                                                   | Norvegia                                                                | Amichevole                                                              | -                                                                       | 68’                                                                     |
| 6-6-2013                                                                | Győr                                                                    | Ungheria                                                                | 1 – 0                                                                   | Kuwait                                                                  | Amichevole                                                              | -                                                                       | 46’                                                                     |
| 10-9-2013                                                               | Budapest                                                                | Ungheria                                                                | 5 – 1                                                                   | Estonia                                                                 | Qual. Mondiali 2014                                                     | 1                                                                       | 86’                                                                     |
| 11-10-2013                                                              | Amsterdam                                                               | Paesi Bassi                                                             | 8 – 1                                                                   | Ungheria                                                                | Qual. Mondiali 2014                                                     | -                                                                       | 54’ 79’                                                                 |
| 15-10-2013                                                              | Budapest                                                                | Ungheria                                                                | 2 – 0                                                                   | Andorra                                                                 | Qual. Mondiali 2014                                                     | -                                                                       | 75’                                                                     |
| 5-6-2015                                                                | Debrecen                                                                | Ungheria                                                                | 4 – 0                                                                   | Lituania                                                                | Amichevole                                                              | -                                                                       | 46’                                                                     |
| 13-6-2015                                                               | Helsinki                                                                | Finlandia                                                               | 0 – 1                                                                   | Ungheria                                                                | Qual. Euro 2016                                                         | -                                                                       | 46’                                                                     |
| 4-9-2015                                                                | Budapest                                                                | Ungheria                                                                | 0 – 0                                                                   | Romania                                                                 | Qual. Euro 2016                                                         | -                                                                       | 70’                                                                     |
| 7-9-2015                                                                | Belfast                                                                 | Irlanda del Nord                                                        | 1 – 1                                                                   | Ungheria                                                                | Qual. Euro 2016                                                         | -                                                                       | 89’                                                                     |
| 8-10-2015                                                               | Budapest                                                                | Ungheria                                                                | 2 – 1                                                                   | Fær Øer                                                                 | Qual. Euro 2016                                                         | -                                                                       | 46’                                                                     |
| 11-10-2015                                                              | Il Pireo                                                                | Grecia                                                                  | 4 – 3                                                                   | Ungheria                                                                | Qual. Euro 2016                                                         | 2                                                                       |                                                                         |
| 12-11-2015                                                              | Oslo                                                                    | Norvegia                                                                | 1 – 2                                                                   | Ungheria                                                                | Qual. Euro 2016                                                         | -                                                                       |                                                                         |
| 15-11-2015                                                              | Budapest                                                                | Ungheria                                                                | 2 – 1                                                                   | Norvegia                                                                | Qual. Euro 2016                                                         | -                                                                       | 75’                                                                     |
| 26-3-2016                                                               | Budapest                                                                | Ungheria                                                                | 1 – 1                                                                   | Croazia                                                                 | Amichevole                                                              | -                                                                       | 67’                                                                     |
| 14-6-2016                                                               | Bordeaux                                                                | Austria                                                                 | 0 – 2                                                                   | Ungheria                                                                | Euro 2016 - 1º turno                                                    | -                                                                       | 89’                                                                     |
| 22-6-2016                                                               | Lione                                                                   | Ungheria                                                                | 3 – 3                                                                   | Portogallo                                                              | Euro 2016 - 1º turno                                                    | -                                                                       | 71’                                                                     |
| 6-9-2016                                                                | Tórshavn                                                                | Fær Øer                                                                 | 0 – 0                                                                   | Ungheria                                                                | Qual. Mondiali 2018                                                     | -                                                                       | 70’                                                                     |
| 7-10-2016                                                               | Budapest                                                                | Ungheria                                                                | 2 – 3                                                                   | Svizzera                                                                | Qual. Mondiali 2018                                                     | -                                                                       | 76’                                                                     |
| 13-11-2016                                                              | Budapest                                                                | Ungheria                                                                | 4 – 0                                                                   | Andorra                                                                 | Qual. Mondiali 2018                                                     | -                                                                       | 81’                                                                     |
| 15-11-2016                                                              | Budapest                                                                | Ungheria                                                                | 0 – 2                                                                   | Svezia                                                                  | Amichevole                                                              | -                                                                       |                                                                         |
| 9-11-2017                                                               | Lussemburgo                                                             | Lussemburgo                                                             | 2 – 1                                                                   | Ungheria                                                                | Amichevole                                                              | -                                                                       | 63’                                                                     |
| 14-11-2017                                                              | Budapest                                                                | Ungheria                                                                | 1 – 0                                                                   | Costa Rica                                                              | Amichevole                                                              | -                                                                       | 76’                                                                     |
| 23-3-2018                                                               | Budapest                                                                | Ungheria                                                                | 2 – 3                                                                   | Kazakistan                                                              | Amichevole                                                              | 1                                                                       | 46’                                                                     |
| 27-3-2018                                                               | Budapest                                                                | Ungheria                                                                | 0 – 1                                                                   | Scozia                                                                  | Amichevole                                                              | -                                                                       | 58’                                                                     |
| 12-10-2018                                                              | Marousi                                                                 | Grecia                                                                  | 1 – 0                                                                   | Ungheria                                                                | UEFA Nations League 2018-2019 - 1º turno                                | -                                                                       | 75’                                                                     |
| 8-6-2019                                                                | Baku                                                                    | Azerbaigian                                                             | 1 – 3                                                                   | Ungheria                                                                | Qual. Euro 2020                                                         | -                                                                       | 86’                                                                     |
| 5-9-2019                                                                | Podgorica                                                               | Montenegro                                                              | 2 – 1                                                                   | Ungheria                                                                | Amichevole                                                              | -                                                                       | cap.                                                                    |
| Totale                                                                  |                                                                         | Presenze                                                                | 37                                                                      |                                                                         | Reti                                                                    | 4                                                                       |                                                                         |

## Palmarès

### Club

#### Competizioni nazionali
- Campionato greco: 1

Olympiakos: 2010-2011
- U.S. Open Cup: 1

Sporting Kansas City: 2015

### Individuale
- Miglior giovane ungherese dell'anno: 1

2006
- Componente del "Dream Team" ungherese: 1

2006
- Componente del "Dream Team" europeo Under-18: 1

2007
- Gol dell'anno della MLS: 1

2015